# Golden Hour
Golden Hour —en español: «Hora dorada»— es el cuarto álbum de estudio de la cantante y compositora estadounidense de música country Kacey Musgraves, lanzado el 30 de marzo de 2018 a través de MCA Nashville. Kacey coescribió las 13 pistas y coprodujo el álbum con Daniel Tashian e Ian Fitchuk. El álbum debutó en el número cuatro en Billboard 200 de Estados Unidos.
Golden Hour recibió el reconocimiento generalizado de los críticos, al ganar en las cuatro categorías nominadas en los Premios Grammy de 2019, que incluyen al álbum del año y Al mejor álbum de música country. Los dos primeros singles del álbum, «Butterflies» y «Space Cowboy», también ganaron premios por Mejor interpretación de country solista y Mejor canción country, respectivamente. Golden Hour también ganó el Álbum del año en los Premios de Country Music Association Awards de 2018.

## Lista de canciones
Créditos adaptados de notas de línea.

| Golden Hour |                        |                                                      |          |  |
| N.º         | Título                 | Escritor(es)                                         | Duración |  |
| 1.          | «Slow Burn»            | Daniel Tashian, Ian Fitchuk, Kacey Musgraves         | 4:06     |  |
| 2.          | «Lonely Weekend»       | Tashian, Fitchuk, Musgraves                          | 3:46     |  |
| 3.          | «Butterflies»          | Luke Laird, Natalie Hemby, Musgraves                 | 3:39     |  |
| 4.          | «Oh, What a World»     | Tashian, Fitchuk, Musgraves                          | 4:01     |  |
| 5.          | «Mother»               | Tashian, Fitchuk, Musgraves                          | 1:18     |  |
| 6.          | «Love Is a Wild Thing» | Tashian, Fitchuk, Musgraves                          | 4:16     |  |
| 7.          | «Space Cowboy»         | Shane McAnally, Laird, Musgraves                     | 3:36     |  |
| 8.          | «Happy & Sad»          | Tashian, Fitchuk, Musgraves                          | 4:03     |  |
| 9.          | «Velvet Elvis»         | Luke Dick, Hemby, Musgraves                          | 2:34     |  |
| 10.         | «Wonder Woman»         | Jesse Frasure, Hillary Lindsey, Amy Wadge, Musgraves | 4:00     |  |
| 11.         | «High Horse»           | Tommy English, Trent Dabbs, Musgraves                | 3:33     |  |
| 12.         | «Golden Hour»          | Tashian, Fitchuk, Musgraves                          | 3:18     |  |
| 13.         | «Rainbow»              | Hemby, McAnally, Musgraves                           | 3:34     |  |
| 45:44       |                        |                                                      |          |  |

## Personal
Créditos adaptados de notas de línea.
Instrumentación
- Daniel Tashian – teclados (1, 2, 4, 7, 8, 11), bajo (1, 3, 7, 10, 12), voz de fondo (1, 2, 4, 6–9, 12), Fender Stratocaster (2, 8, 9), guitarra eléctrica (2, 4, 6, 8, 10, 11), guitarra barítona (solo on 3, 12), guitarra acústica (4, 6, 7, 11), celeste (6), banjo (6), mandolina eléctrica (8), programación (8), vibráfono (9), cuerdas MIDI (9), guitarra clásica (9), Elektron sampler (10), Rhodes (10)
- Todd Lombardo – guitarra acústica (1–4, 6–12), guitarra eléctrica (1, 3, 6, 8, 11, 12), banjo (1, 3, 11), guitarra acústica con cuerdas altas (2), guitarra barítona (8, 12), guitarra slide (8), guitarra clásica (9, 11)
- Ian Fitchuk – batería (1–4, 6–12), teclados (1, 2, 4, 6–8, 10, 11), percusión (2, 4, 6–11), bajo (2, 4, 6, 8, 9, 11), Roland Juno-60 (3, 12), piano (3, 5, 7, 8, 10–13), programación (4, 8), vocoder (4), banjo (4), voz de fondo (4), Wurlitzer (8), guitarra eléctrica (9, 11), synth bajo (10, 11)
- David Davidson – violín (1, 8, 11), viola (1, 8, 11)
- Carole Rabinowitz – violonchelo (1, 8, 11)
- Kacey Musgraves – guitarra acústica (3, 9, 12)
- Russ Pahl – pedal steel guitar (3, 8, 12)
- Justin Schipper – pedal steel guitar (4)
- Dan Dugmore – pedal steel guitar (6, 7)
- Shawn Everett – "delfín mágico" (8)
- Kyle Ryan – guitarra eléctrica (9)

Técnicos
- Craig Alvin – grabación, mezcla (5, 13)
- Alberto Vaz – asistencia de grabación
- Zack Pancoast – asistencia de grabación
- Shawn Everett – mezcla (1, 2, 4, 6–10, 12)
- Ivan Wayman – asistencia de grabación (1, 2, 4, 6–10, 12)
- Serban Ghenea – mezcla (3, 11)
- John Hanes – ingeniería para mix (3, 11)
- Gena Johnson – coordinación de producción
- Bobby Shin – grabación de cuerdas
- Jordan Lehning – edición
- Greg Calbi – masterización
- Steve Fallone – masterización

Portada
- Kelly Christine Sutton – dirección de arte, fotografía, diseño
- Kacey Musgraves - dirección de arte

## Posicionamiento en listas
| Listas (2018)                          | Mejor posición |
| -------------------------------------- | -------------- |
| Australian Albums (ARIA)               | 25             |
| Bélgica (Ultratop flamenca)            | 111            |
| Canadá (Billboard Canadian Albums)     | 11             |
| Países Bajos (Album Top 100)           | 105            |
| Irlanda (IRMA)                         | 27             |
| Nueva Zelanda Heatseeker Albums (RMNZ) | 2              |
| Noruega (VG-lista)                     | 15             |
| Escocia (Scottish Albums Chart)        | 3              |
| Suiza (Schweizer Hitparade)            | 43             |
| Reino Unido (UK Albums Chart)          | 6              |
| Reino Unido (UK Country Albums)        | 1              |
| US Billboard 200                       | 4              |
| Estados Unidos (Top Country Albums)    | 1              |

## Historial de lanzamientos
| País           | Fecha               | Formato(s)                   | Discográfica  |
| -------------- | ------------------- | ---------------------------- | ------------- |
| Estados Unidos | 30 de marzo de 2018 | CD, descarga digital, vinilo | MCA Nashville |